# Божедарівка (село)
Божеда́рівка — село в Україні, у Божедарівській селищній громаді Кам'янського району Дніпропетровської області.
Населення — 123 мешканці.

## Географія
Село розміщене на лівому березі річки Саксагань, нижче за течією на відстані 1 км і на протилежному березі — село Павлівка. Річка в цьому місці пересихає, на ній зроблено кілька загат. На схід і північний схід від села розташований ботанічний заказник «Витоки річки Саксагань».

## Населення

### Мова
Розподіл населення за рідною мовою за даними перепису 2001 року:
| Мова            | Відсоток |
| --------------- | -------- |
| українська      | 94,3 %   |
| російська       | 4,9 %    |
| інші/не вказали | 0,8 %    |